# Залёткин, Сергей Михайлович

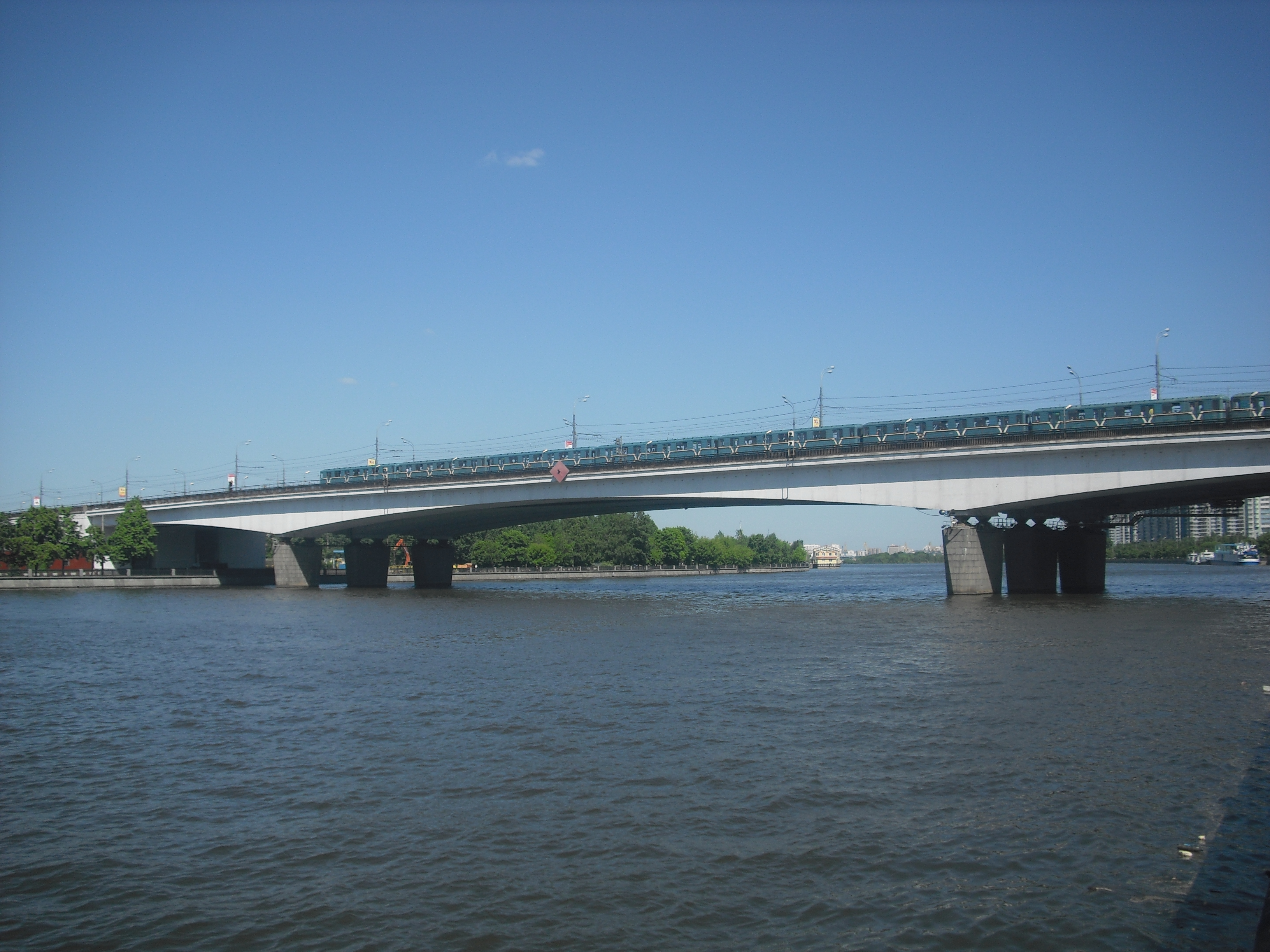
Нагатинский метромост

Сергей Михайлович Залёткин (28 сентября 1914, Рыльск, Курская губерния — неизвестно) — советский строитель-дорожник. Специалист по строительству мостов, путепроводов, инженерных коммуникаций. Лауреат Государственной премии СССР (1976).

## Биография
Родился 28 сентября 1914 года в Рыльске. Окончил мелиоративно-дорожный техникум, затем — Московский автодорожный институт.
После начала Великой Отечественной войны был призван в армию. Служил сапёром-подрывником. В начале зимы 1942 года находился вблизи оккупированного немцами города Великие Луки. Неоднократно принимал участие в ночных разведках. Во время Великолукской наступательной операции был ранен. После излечения вернулся на фронт. Воевал в Прибалтике, Польше и Германии. Участвовал в уличных боях в Берлине, штурмовал Рейхстаг.
После демобилизации вернулся в Москву и в 1946 году устроился на работу в институт «Мосинжпроект». Занимался проектированием мостов, путепроводов, транспортных магистралей и инженерных коммуникаций. Занимал должности старшего инженера, затем — начальника технического отдела, потом — главного конструктора института «Мосинжпроект». Принимал участие в проектировании и строительстве первого в Москве пешеходного перехода и транспортного тоннеля на пересечении Кутузовского проспекта с Большой Дорогомиловской улицей, Сетуньского моста на Воробьёвском шоссе, Ростокинского моста через Яузу на проспекте Мира. За проектирование и строительство комплекса сооружений Нагатинского метромоста в 1976 году был удостоен Государственной премии СССР.
Входил в состав комитета народного контроля ГлавАПУ, занимался на факультете технического прогресса и подготовки народных контролёров, в системе политического образования «Мосинжпроекта». С 1969 года являлся председателем Совета ветеранов института «Мосинжпроект». Избирался народным заседателем районного суда.

## Награды
- Государственная премия СССР в области науки и техники (1976) — за проектирование и строительство совмещённого моста через Москву-реку в районе Нагатино и комплекса других сооружений (в составе коллектива)[6]
- Орден Отечественной войны I степени (1985)[1]
- Орден Отечественной войны II степени (1945)[1]
- Орден Красной Звезды (1944)[1]
- Медаль «За боевые заслуги» (1944)[1]
- Медаль «За взятие Берлина» (1945)[1]
- Медаль «За победу над Германией в Великой Отечественной войне 1941—1945 гг.» (1945)[1]